# Пава (приток Кудьмы)
Пава — река в России, протекает в Нижегородской области. Устье реки находится в 127 км по левому берегу реки Кудьмы. Длина реки — 15 км, площадь водосборного бассейна — 86,6 км².
Исток реки юго-западнее села Селитьба. Река течёт на северо-восток, протекает село Селитьба, других населённых пунктов на берегах нет. Впадает в Кудьму ниже посёлка Лесной.

## Данные водного реестра
По данным государственного водного реестра России относится к Верхневолжскому бассейновому округу, водохозяйственный участок реки — Волга от устья реки Ока до Чебоксарского гидроузла (Чебоксарское водохранилище), без рек Сура и Ветлуга, речной подбассейн реки — Волга от впадения Оки до Куйбышевского водохранилища (без бассейна Суры). Речной бассейн реки — (Верхняя) Волга до Куйбышевского водохранилища (без бассейна Оки).
По данным геоинформационной системы водохозяйственного районирования территории РФ, подготовленной Федеральным агентством водных ресурсов:
- Код водного объекта в государственном водном реестре — 08010400312110000034219
- Код по гидрологической изученности (ГИ) — 110003421
- Код бассейна — 08.01.04.003
- Номер тома по ГИ — 10
- Выпуск по ГИ — 0